# Semecarpus trengganuensis
Semecarpus trengganuensis är en sumakväxtart som beskrevs av K.M. Kochummen. Semecarpus trengganuensis ingår i släktet Semecarpus och familjen sumakväxter. Inga underarter finns listade i Catalogue of Life.